# Nobusuke Kishi
Nobusuke Kishi (岸 信介?, Kishi Nobusuke; Tabuse, 13 novembre 1896 – Fukuoka, 7 agosto 1987) è stato un politico giapponese. Ha ricoperto l'incarico di Primo ministro del Giappone dal 25 febbraio 1957 al 19 luglio 1960. Shinzō Abe, primo ministro dal 2006 al 2007 e in seguito dal 2012 al 2020, è uno dei suoi nipoti (uno dei figli della figlia di Kishi, Yōko, e del marito Shintarō Abe).
Fece parte dei venticinque tra militari e politici giapponesi accusati di aver commesso crimini di Classe A durante la seconda guerra mondiale, mentre più di 5 700 cittadini giapponesi furono accusati di crimini di Classe B e C, per lo più per abuso di prigionieri di guerra. I processi alle personalità minori furono tenuti separatamente in diverse città del Sud-est asiatico.
L'Imperatore Hirohito del Giappone e tutti i membri della famiglia imperiale non furono processati per nessuna delle tre categorie di crimini. Molte personalità, come Nobusuke Kishi, che in seguito divenne Primo ministro, e Yoshisuke Aikawa, presidente dello zaibatsu Nissan, furono accusati ma rilasciati senza mai essere chiamati a deporre. Gli scienziati dell'Unità 731, che agli ordini del generale Shirō Ishii avevano condotto esperimenti su cavie umane per tutta la durata della guerra, sfuggirono al processo protetti dalle autorità americane.
Durante la sua visita ufficiale a Roma, donò al comune 2500 sakura, che furono piantate nel giardino del Laghetto del quartiere EUR.